# Mesg
A mesg egy Unix-parancs, melynek segítségével beállíthatjuk az üzenetek fogadását vagy elutasítását más felhasználóktól, melyek a talk és write utasításokkal küldik a terminálunkra az üzenetet.
Így jelenik meg: mesg [y|n]
Az 'y' és az 'n' argumentum jelöli az üzenet elfogadását, illetve visszautasítását. Ez argumentum nélkül is előfordulhat.
Példa:
```
% tty
/dev/tty1
% mesg < /dev/tty2
is y
% mesg n < /dev/tty2
% mesg < /dev/tty2
is n
% mesg
is y
```